# Inghean Bhuidhe
Inghean Bhuidhe ("złotowłosa dziewczyna") - w mitologii goidelskiej, jedna z córek Scathach i Douglasa. Związana ze żniwami. Uosabiała lato i była boginią dojrzewania i płodności.
Po chrystianizacji, została obwołana świętą. Jej święto przypadało na 6 maja.
Iníon Buí oraz Inion Bui to pisownia imienia Inghean Bhuidhe zangielszczona w celu jego łatwiejszego przeczytania przez czytelnika anglojęzycznego.